# Northern Code
Northern Code è un film muto del 1925 diretto da Leon De La Mothe. L'adattamento per lo schermo del film si basa su un soggetto originale di Everett C. Maxwell. Prodotto dalla Gotham Productions e ambientato nel Nord-Ovest del Canada, il film aveva come interpreti Robert Ellis, Eva Novak, Francis McDonald.

## Trama
Aggredita dal marito, un cacciatore brutale e ubriacone, Marie si difende sparandogli. Convinta di averlo ucciso, la donna fugge in mezzo alla neve. Viene soccorsa da Louis Le Blanc che essendosi innamorato di lei, in seguito la sposa senza che lei gli abbia mai rivelato il suo segreto.
Un giorno, però, arriva improvvisamente Raoul La Fane, il marito creduto morto. Marie è costretta a confessare la verità a Louis. Sulle tracce di Raoul, Louis si batte con lui. Raoul ha la peggio e, cadendo da un dirupo, resta ucciso. Louis adesso può tornare alla sua Marie.

## Produzione
Il film fu prodotto dalla Gotham Productions.

## Distribuzione
Distribuito dalla Lumas Film Corporation, il film venne presentato a New York il 13 ottobre 1925. In Brasile il film prese il titolo O Código do Norte.

### Conservazione
Copia incompleta della pellicola si trova conservata presso un collezionista privato.